# Bière de Garde

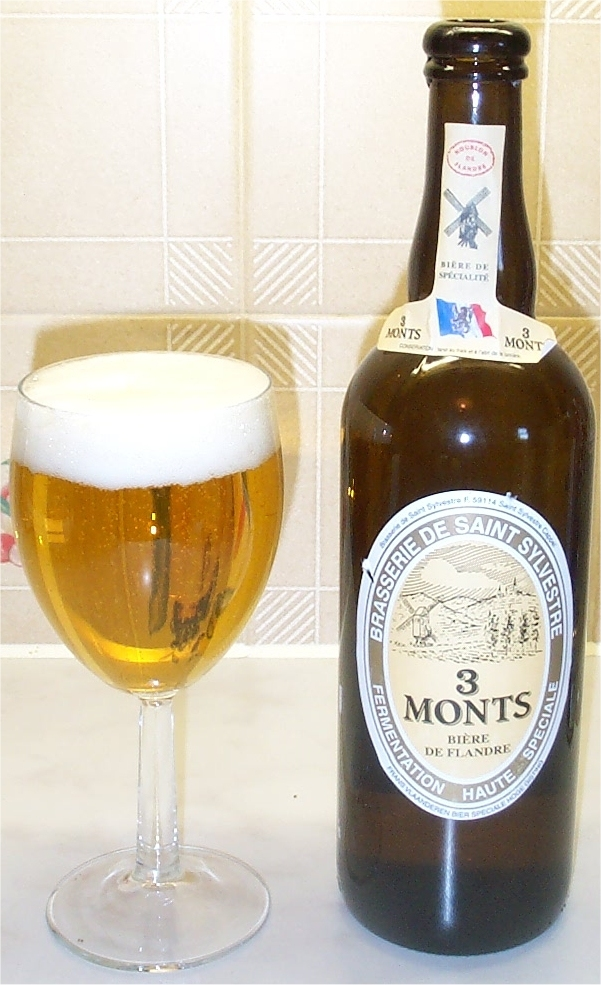
3 Monts, uma Bière de Garde

Bière de Garde ("cerveja de guarda") é uma Pale Ale forte ou cerveja de guarda tradicionalmente fabricada em Nord-Pas-de-Calais, região da França. Estas cervejas eram originalmente fabricadas em fazendas durante o inverno e a primavera, para evitar problemas inesperados com a fermentação durante o verão, dado as oscilações bruscas de temperatura. A produção em fazendas é atualmente complementada pela produção comercial, embora a maioria das cervejarias de Bière de Garde sejam pequenas empresas.
Normalmente, cervejas desse estilo são de uma cor de cobre ou dourada, e, como o nome sugere, as origens deste estilo reside na tradição de amadurecê-las em sótãos por um período de tempo engarrafadas (e a maioria vedadas com uma rolha de cortiça), para ser consumido mais tarde, semelhante a uma Saison Belga.
Algumas das mais conhecidas marcas são a Brasserie de Saint-Sylvestre, Trois Monts (de 8,5%abv), Brasseurs Duyck, Jenlain (de 7,5%abv), Brasserie Castelain, Ch'Ti e Brasserie La Choulette, Ambrée (de 7,5%abv).